# Capital da Chanfana
Miranda do Corvo reclamou o titulo de Capital da Chanfana uma vez que, segundo a lenda, a chanfana teria surgido no Mosteiro de Semide. Até finais do século XIX, todos os agricultores e rendeiros eram obrigados ao pagamento dos foros. Assim, o Mosteiro recebia dos moradores do seu couto os foros a que estavam obrigados. Galinhas, vinho, azeite, dias de trabalho, cabras e ovelhas, eram formas de pagamento. Durante o mês de Agosto e até ao dia de S. Mateus, as freiras de Semide recebiam as suas «rendas».
Muitos dos moradores, porque eram pastores, pagavam com cabras e ovelhas. Ora, como as freiras não tinham disponibilidade nem meios para manter tão grande rebanho, descobriram uma fórmula para cozinhar e conservar a respectiva carne, aproveitando o vinho que lhes era entregue pelos rendeiros, o louro que tinham na sua quinta, bem como os alhos e demais ingredientes. Surge, assim, a chanfana que era religiosamente guardada ao longo do ano nas caves frescas do mosteiro. A carne assada no vinho mantinha-se no molho gorduroso solidificado, durante largos meses.
A chanfana é um prato típico, não só no concelho de Miranda do Corvo como de praticamente toda a região centro. É muito apreciada e servida em bastantes restaurantes da zona. De salientar que constitui o prato «obrigatório» quando decorrem as festas religiosas anuais, nomeadamente na vila, pelo São Sebastião.
Miranda do Corvo organiza anualmente a "Capital da Chanfana" na última semana de Abril. Trata-se de um conjunto de iniciativas culturais e recreativas de defesa da gastronomia local.